# Кайрат (село)
Кайрат (кирг. Кайрат) — село в Узгенском районе Ошской области Кыргызстана. Входит в состав Заргерского аильного округа. Код СОАТЕ — 41706  255 822 05 0

## Население
По данным переписи 2023 года, в селе проживало 1 781 человек.